# Хаммер, Кристиан (боксёр)
Кристиан Хаммер (англ. Christian Hammer; род. 27 сентября 1987, Галац, Румыния) — немецкий профессиональный боксёр румынского происхождения, выступающий в тяжёлой весовой категории (свыше 90,7 кг). Чемпион мира среди юниоров (2006), бронзовый призёр европейского союза (2007), Чемпион Румынии (2004) в любителях. Среди профессионалов чемпион Европы по версии WBO (2012—2013, 2016—2017, 2018) в тяжёлом весе.

## Биография
Кристиан Хаммер родился 27 сентября 1987 года в городе Галац, в Румынии, в немецкой семье.

## Любительская карьера
В 2004 году выиграл чемпионат Румынии. В 2006 году он завоевал золотую медаль на чемпионате мира среди юниоров победив в финале узбека Сардора Абдуллаева (счёт: 39:32).
В 2007 году на любительском чемпионат Европейского Союза завоевал бронзу.

## Профессиональная карьера
Хаммер дебютировал на профессиональном ринге в ноябре 2008 года, и в первом бою потерпел поражение в связи с травмой плеча. Затем выиграл подряд 7 боёв,

#### Бой с Мариушем Вахом
вышел на ринг с польским гигантом, Мариушем Вахом (21-0). Несмотря на то что у Хаммера был малый опыт, он очень конкурентно вёл бой с Мариушем Вахом первые пять раундов. Вах нокаутировал Хаммера в 6-м раунде 8-раундового боя, и нанёс ему второе поражение в карьере.

#### Бой с Тарасом Биденко
Следующий бой Хаммер провёл спустя три месяца в декабре 2010 года, против известного украинского боксёра, Тараса Биденко. Бой был очень близким, но более опытный украинский боксёр сумел на опыте перебоксировать Хаммера, и выиграл бой близким судейским решением.
В 2011 году Хаммер выиграл в двух рейтинговых поединках проходных боксёров
в феврале 2012 года завоевал титул чемпиона Германии в тяжёлом весе.

#### Бой с Дэнни Уильямсом
В сентябре 2012 года Хаммер встретился с известным в прошлом британцем, Дэнни Уильямсом. Постаревший британец к тому времени уже полностью растерял свои былые кондиции, и ничего не смог противопоставить своему более молодому оппоненту. Хаммер нокаутировал Уильямса в 4-м раунде, и завоевал титул чемпиона Европы по версии WBO.

#### Бой с Алексеем Мазыкиным
В феврале 2013 года Хаммер защитил титул в бою с украинцем, в прошлом серебряным призёром чемпионата мира среди любителей, Алексеем Мазыкиным.
23 августа 2013 года Хаммер защитил титул чемпиона Европы против жёсткого боксёра, бывшего молотобойца, норвежца Лейфа Долонена Ларсена (17-1). Хаммер жёстко и брутально нокаутировал Ларсена в 7-м раунде, после чего тот закончил профессиональную карьеру боксёра.

#### Бой с Кевином Джонсоном
20 декабря 2013 года в рейтинговом бою, Кристиан Хаммер перебоксировал бывшего претендента на титул чемпиона мира, американца, Кевина Джонсона.

#### Бой с Константином Айрихом
11 апреля 2014 года победил единогласным решение судей, немца Константина Айриха.
31 октября 2014 года победил по очкам небитого ранее бразильского боксёра Иринея Беато Коста-младшего (15-0).

#### Бой с Тайсоном Фьюри
28 февраля 2015 года в бою за титул чемпиона Европы встретился с британцем Тайсону Фьюри. Первые 4 раунда бой проходил в невысоком темпе, и все эти раунды остались за британцем. Однако в пятом раунде Фьюри немного поднял темп и сумел отправить своего соперника в нокдаун ударом справа в висок. В перерыве между 8 и 9 раундами команда Хаммера приняла решение отказаться от продолжения поединка.
Шерман Уильямс
Майкл Спротт

#### Бой с Эрканом Тепером
15 октября 2016 года в Гамбурге (Германия) победил раздельным решением судей (116—112, 117—112, 113—115) ранее не битого немецкого боксёра турецкого происхождения Эркана Тепера и завоевал вакантный титул чемпиона Европы по версии WBO в супертяжёлом весе.

#### Бой с Дэвидом Прайсом
4 февраля 2017 года Хаммер защитил титул чемпиона Европы против британца, Дэвида Прайса. Хаммер набросил шквал ударов на Прайса в 7-м раунде после чего судья остановил бой.

#### Бой с Александром Поветкиным
15 декабря 2017 года Кристиан Хаммер встретится с Александром Поветкиным (32-1). Перед боем Хаммер располагается на 1 месте в рейтинге WBO, а Поветкин на 6-м. В поединке может определится следующий обязательный претендент для чемпиона мира по версии WBO — Джозефа Паркера.

## Статистика профессиональных боёв
В таблице перечислены результаты всех поединков боксёров.
В каждой строке указан результат поединка. Дополнительно номер поединка обозначен цветом, который обозначает итог поединка. Расшифровка обозначений и цветов представлена в нижеследующей таблице.
| Пример | Расшифровка                     |
| ------ | ------------------------------- |
|        | Победа                          |
|        | Ничья                           |
|        | Поражение                       |
|        | Планируемый поединок            |
|        | Поединок признан несостоявшимся |
| КО     | Нокаут                          |
| ТКО    | Технический нокаут              |
| PTS    | Решение судей (по очкам)        |
| UD     | Единогласное решение судей      |
| MD     | Решение большинства судей       |
| SD     | Раздельное решение судей        |
| RTD    | Отказ от продолжения боя        |
| DQ     | Дисквалификация                 |
| NC     | Поединок признан несостоявшимся |

| 37 поединков, 27 побед (17 нокаутом), 10 поражений. | 37 поединков, 27 побед (17 нокаутом), 10 поражений. | 37 поединков, 27 побед (17 нокаутом), 10 поражений. | 37 поединков, 27 побед (17 нокаутом), 10 поражений. | 37 поединков, 27 побед (17 нокаутом), 10 поражений.                  | 37 поединков, 27 побед (17 нокаутом), 10 поражений. | 37 поединков, 27 побед (17 нокаутом), 10 поражений. |
| Бой                                                 | Рекорд                                              | Дата боя                                            | Соперник                                            | Место проведения боя                                                 | Результат                                           | Дополнительно |
| --------------------------------------------------- | --------------------------------------------------- | --------------------------------------------------- | --------------------------------------------------- | -------------------------------------------------------------------- | --------------------------------------------------- | --- |
| 37                                                  | 27-10                                               | 2 июля 2022                                         | Джозеф Джойс (13-0)                                 | Уэмбли Арена, Уэмбли, Лондон, Великобритания                         | TKO 4 (12), 1:20                                    | Бой за титулы чемпиона по версиям WBC Silver (2-я защита Джойса) и WBO International (2-я защита Джойса) в тяжёлом весе.                                                            |
| 36                                                  | 27-9                                                | 28 мая 2022                                         | Дражан Джанянин (22-34)                             | Die Bucht, Гамбург, Германия                                         | TKO 1 (8), 2:58                                     | |
| 35                                                  | 26-9                                                | 1 января 2022                                       | Фрэнк Форе (19-0)                                   | Seminole Hard Rock Hotel & Casino, Холливуд, Флорида, США            | UD (10)                                             | Счёт: 89-100 (трижды). |
| 34                                                  | 26-8                                                | 16 октября 2021                                     | Хьюи Фьюри (25-3)                                   | Newcastle Arena, Ньюкасл-апон-Тайн, Тайн-энд-Уир, Великобритания     | RTD 5 (12), 3:00                                    | |
| 33                                                  | 26-7                                                | 15 мая 2021                                         | Патрик Коволл (7-24)                                | Box Gym, Кёльн, Германия                                             | TKO 3 (8), 2:18                                     | |
| 32                                                  | 25-7                                                | 27 ноября 2020                                      | Тони Йока (8-0)                                     | H Arena, Нант, Атлантическая Луара, Франция                          | UD (10)                                             | Счёт: 89-100 (трижды). |
| 31                                                  | 25-6                                                | 21 декабря 2019                                     | Саул Фарах (71-24-3)                                | Wiking Box Center, Вольгаст, Мекленбург-Передняя Померания, Германия | TKO 1 (8), 2:15                                     | |
| 30                                                  | 24-6                                                | 2 марта 2019                                        | Луис Ортис (30-1)                                   | Барклайс-центр, Бруклин, Нью-Йорк, США                               | UD (10)                                             | Счёт: 90-100, 91-99 (дважды). |
| 29                                                  | 24-5                                                | 15 декабря 2018                                     | Михаэль Валлиш (19-0)                               | Sporthalle, Гамбург, Германия                                        | KO 5 (12), 2:18                                     | Завоевал вакантный титул чемпиона Европы по версии WBO в супертяжёлом весе. |
| 28                                                  | 23-5                                                | 15 сентября 2018                                    | Торнике Пуричамиашвили (4-10)                       | ECB Boxgym, Гамбург, Германия                                        | RTD 3 (8), 3:00                                     | |
| 27                                                  | 22-5                                                | 15 декабря 2017                                     | Александр Поветкин (32-1)                           | ДИВС, Екатеринбург, Россия                                           | UD (12)                                             | Бой за титул чемпиона по версии WBO International и 2-ю строчку рейтинга WBO и звание официального претендента по версии WBA в тяжёлом весе. Счёт судей: 108—120, 109—119, 107—120. |
| 26                                                  | 22-4                                                | 19 мая 2017                                         | Зин Эддин Бенмаклуф (22-5-1)                        | Гамбург, Германия                                                    | UD (10)                                             | Счёт: 96-94, 96-93, 96-93. Защитил титул чемпиона Европы по версии WBO в супертяжёлом весе (2-я защита Хаммера).                                                                    |
| 25                                                  | 21-4                                                | 4 февраля 2017                                      | Дэвид Прайс (21-3)                                  | Olympia, Лондон, Великобритания                                      | TKO 7 (12), 1:22                                    | Защитил титул чемпиона Европы по версии WBO в супертяжёлом весе (1-я защита Хаммера).                                                                                               |
| 24                                                  | 20-4                                                | 15 октября 2016                                     | Эркан Тепер (16-0)                                  | Гамбург, Германия                                                    | SD (12)                                             | Счёт: 116—112, 117—112, 113—115. Завоевал вакантный титул чемпиона Европы по версии WBO в супертяжёлом весе.                                                                        |
| 23                                                  | 19-4                                                | 18 марта 2016                                       | Майкл Спротт (42-25)                                | Бухарест, Румыния                                                    | KO 1 (10), 0:52                                     | |
| 22                                                  | 18-4                                                | 28 августа 2015                                     | Шерман Уильямс (37-14-2)                            | Галац, Румыния                                                       | UD (10)                                             | Счёт: 98-92, 98-92, 100-90. |
| 21                                                  | 17-4                                                | 28 февраля 2015                                     | Тайсон Фьюри (23-0)                                 | O2 Арена, Лондон, Великобритания                                     | RTD 8 (12), 3:00                                    | Бой за вакантный титул чемпиона по версии WBO International в супертяжёлом весе. |
| 20                                                  | 17-3                                                | 31 октября 2014                                     | Ириней Беато Коста-младший (15-0)                   | Куксхафен, Нижняя Саксония, Германия                                 | UD (12)                                             | Счёт: 120-107, 120-108, 120-108. |
| 19                                                  | 16-3                                                | 11 апреля 2014                                      | Константин Айрих (19-7-2)                           | Берлин, Германия                                                     | UD (10)                                             | |
| 18                                                  | 15-3                                                | 20 декабря 2013                                     | Кевин Джонсон (29-3-1)                              | Гамбург, Германия                                                    | UD (10)                                             | Счёт: 98-94, 98-92, 98-92. |
| 17                                                  | 14-3                                                | 23 августа 2013                                     | Лейф Долонен Ларсен (17-1)                          | Галац, Румыния                                                       | KO 7 (12), 1:21                                     | Защитил титул чемпиона Европы по версии WBO в супертяжёлом весе (2-я защита Хаммера).                                                                                               |
| 16                                                  | 13-3                                                | 22 февраля 2013                                     | Алексей Мазикин (14-7-2)                            | Галац, Румыния                                                       | RTD 6 (12), 3:00                                    | Защитил титул чемпиона Европы по версии WBO в супертяжёлом весе (1-я защита Хаммера).                                                                                               |
| 15                                                  | 12-3                                                | 28 сентября 2012                                    | Дэнни Уильямс (44-12)                               | Гёттинген, Нижняя Саксония, Германия                                 | TKO 4 (12), 0:57                                    | Завоевал вакантный титул чемпиона Европы по версии WBO в супертяжёлом весе. |